# Robinsonia cajali
Robinsonia cajali là một loài bướm đêm thuộc phân họ Arctiinae, họ Erebidae.